# Kép (xã)
Kép là một xã thuộc tỉnh Bắc Ninh, Việt Nam.

## Địa lý
Xã Kép có vị trí địa lý:
- Phía đông giáp xã Tuấn Sơn, tỉnh Lạng Sơn
- Phía tây giáp xã Tiên Lục
- Phía nam giáp các xã Bảo Đài và Lạng Giang
- Phía bắc giáp xã Bố Hạ.

Xã Kép có diện tích 58,64 km², dân số 42.576 người, mật độ dân số đạt 726 người/km².

## Lịch sử
Địa bàn thị trấn Kép hiện nay trước đây vốn là xã Tân Thịnh thuộc huyện Lạng Giang.
Thị trấn Kép được thành lập vào ngày 19 tháng 10 năm 1959 trên cơ sở tách xóm phố Kép thuộc xã Tân Thịnh.
Đến năm 2018, thị trấn Kép có diện tích 0,61 km², dân số là 2.672 người, mật độ dân số đạt 4.380 người/km². Xã Tân Thịnh có diện tích 9,03 km², dân số là 9.160 người, mật độ dân số đạt 1.014 người/km², gồm 12 thôn: Thanh Bình, Tân, Hạ, Hải, Đồng 1, Đồng 2, Đồng 3, Cả, Sậm, Lèo, Vạc, Dinh.
Ngày 21 tháng 11 năm 2019, Ủy ban Thường vụ Quốc hội ban hành Nghị quyết số 813/NQ-UBTVQH14 về việc sắp xếp các đơn vị hành chính cấp xã thuộc tỉnh Bắc Giang (nghị quyết có hiệu lực từ ngày 1 tháng 1 năm 2020). Theo đó, sáp nhập toàn bộ diện tích và dân số của xã Tân Thịnh vào thị trấn Kép.
Ngày 16 tháng 6 năm 2025, Ủy ban Thường vụ Quốc hội ban hành Nghị quyết số 1658/NQ-UBTVQH15 của UBTVQH về việc sắp xếp các đơn vị hành chính cấp xã của tỉnh Bắc Ninh năm 2025. Theo đó, sắp xếp toàn bộ diện tích tự nhiên, quy mô dân số của thị trấn Kép, xã Quang Thịnh và xã Hương Sơn thành xã mới có tên gọi là xã Kép.

## Kinh tế - xã hội
Hoạt động kinh tế chủ yếu của thị trấn là buôn bán, mặt hàng chủ yếu là hàng hoá được nhập qua biên giới Lạng Sơn, từ đó được vận chuyển qua biên giới vào sâu trong nội địa, đi các tỉnh và xuôi về Hà Nội.
Một phần hàng hoá xuất sang Trung Quốc như nông sản, vải thiều, lợn thịt cũng thường được tập kết, thu mua ở đây rồi vận chuyển lên cửa khẩu.
Do địa hình thị trấn chủ yếu là đồi núi, ruộng đất ít nên số dân sống bằng nghề nông không nhiều, đa số ở phía bắc thị trấn như khu vực giáp xã Hương Sơn, khu gần ga Kép.

## Giao thông
Thị trấn Kép là giao của nhiều tuyến giao thông quan trọng của khu vực Đông Bắc Bộ như tuyến Kép - Bố Hạ (Yên Thế), Kép - Quảng Ninh, Hà Nội - Lạng Sơn. Giao của 3 tuyến đường sắt: đường sắt Hà Nội - Đồng Đăng, đường sắt Kép - Cái Lân và đường sắt Kép - Lưu Xá (đang ngừng hoạt động).
Quốc lộ 1 và Tỉnh lộ 292 cũng chạy qua địa bàn thị trấn. Có ga Kép trên tuyến đường sắt Hà Nội - Đồng Đăng.
Sân bay Kép cũng là một địa danh nổi tiếng nằm ở ranh giới giữa xã Hương Lạc và thị trấn Kép.